# Grow Slowly
「Grow Slowly」（グロウ・スロウリー）は、井口裕香の楽曲。渡辺翔により制作された。井口の2枚目のシングルとして2013年5月15日にワーナー・ホーム・ビデオから発売された。

## 音楽性
本曲はテレビアニメ『とある科学の超電磁砲S』の前期エンディングテーマに起用された。
未来へ向けて頑張る気持ちに御坂美琴のそれを重ねた生音のロックテイストに仕上がっており、井口自身も「真っ直ぐに歌うことができる歌」と述べている。また井口によれば、1番が「ひたむきに走るイメージ」、2番が「立ち止まって自分の手元足元を見るイメージ」になっているという。なおレコーディングでは覚えやすい反面キーが高くて苦労したことを明かしている。

## シングルリリース
2013年5月15日にワーナー・ホーム・ビデオから発売された。井口のシングルとしては、前作「Shining Star-☆-LOVE Letter」から3か月ぶりのリリースとなる。
初回限定盤（1000393015）、通常盤（1000393018）、アニメ盤（1000393017）の3種リリースで、初回限定盤には本曲のPV・メイキング・TVスポットを収録したDVDが、アニメ盤には当アニメのノンクレジット･エンディング映像を収録したDVDが同梱されている。
PVのロケ地は、神奈川県鎌倉市七里ヶ浜
初回限定盤・通常盤のカップリング曲「stand still」は、同アニメ第11話の挿入歌として使用された。失恋をテーマとしたR&B調の曲であるが、井口は知人やペットとの別れに置き換えて切ない気持ちになったという。そのためレコーディングではスタッフから重くならないようアドバイスされたという。曲調に関してはファルセットへの変化や転調が激しいため、レコーディング時は苦労したという。
アニメ盤のカップリング曲「Everything」は、「stand still」同様失恋をテーマとしたR&B調の曲。当初は暗いイメージで、井口自身恋愛経験の浅さを悩んでいたためファンに向けた明るい曲に変更された。

## シングル収録内容

### 初回限定盤・通常盤
| 全作詞・作曲: 渡辺翔。 |                                                                              |           |            |          |      |
| #                      | タイトル                                                                     | 作詞      | 作曲・編曲 | 編曲     | 時間 |
| 1.                     | 「Grow Slowly」(テレビアニメ『とある科学の超電磁砲S』前期エンディングテーマ) | 渡辺翔    | 渡辺翔     | 清水哲平 | 4:13 |
| 2.                     | 「stand still」(テレビアニメ『とある科学の超電磁砲S』第11話・第14話挿入歌)   | 渡辺翔    | 渡辺翔     | 森谷敏紀 | 4:06 |
| 3.                     | 「Grow Slowly（instrumental）」                                              | 渡辺翔    | 渡辺翔     |          | 4:13 |
| 4.                     | 「stand still（instrumental）」                                              | 渡辺翔    | 渡辺翔     |          | 4:04 |
| 合計時間:              | 合計時間:                                                                    | 合計時間: | 16:37      |          |      |

| #  | タイトル                          | 作詞 | 作曲・編曲 |
| -- | --------------------------------- | ---- | ---------- |
| 1. | 「Grow Slowly（Music Video）」    |      |            |
| 2. | 「Grow Slowly（MV Making film）」 |      |            |
| 3. | 「Grow Slowly（TV-SPOT）」        |      |            |

### アニメ盤
| #         | タイトル                                                                     | 作詞      | 作曲      | 編曲      | 時間  |
| --------- | ---------------------------------------------------------------------------- | --------- | --------- | --------- | ----- |
| 1.        | 「Grow Slowly」(テレビアニメ『とある科学の超電磁砲S』前期エンディングテーマ) | 渡辺翔    | 渡辺翔    | 清水哲平  | 4:10  |
| 2.        | 「Everything」                                                               | 唐沢美帆  | 山口寛雄  | Kon-K     | 4:47  |
| 3.        | 「Grow Slowly（TV-size）」                                                   | 渡辺翔    | 渡辺翔    | 清水哲平  | 1:34  |
| 4.        | 「Grow Slowly（instrumental）」                                              |           |           |           | 4:10  |
| 5.        | 「Everything（instrumental）」                                               |           |           |           | 4:47  |
| 合計時間: | 合計時間:                                                                    | 合計時間: | 合計時間: | 合計時間: | 19:28 |

| #  | タイトル                                                         | 作詞 | 作曲・編曲 |
| -- | ---------------------------------------------------------------- | ---- | ---------- |
| 1. | 「TVアニメ『とある科学の超電磁砲S』ノンクレジット･エンディング」 |      |            |
| 2. | 「Grow Slowly CD Making Interview」                              |      |            |

## チャート
| チャート（2013年）                     | 最高位 |
| -------------------------------------- | ------ |
| オリコン                               | 10     |
| Billboard JAPAN HOT 100                | 30     |
| Billboard JAPAN Hot Singles Sales      | 7      |
| Billboard JAPAN Hot Animation          | 7      |
| サウンドスキャンジャパン（初回限定盤） | 17     |